# Ereyanga
Ereyanga (... – 1102) è stato un monarca Hoysala.
Nato tra il 1069 ed il 1076 era il figlio di Hoysala Vinayaditya e divenne un feudatario dell'Impero Chalukya occidentale, condusse campagne contro Dhara di Malwa. Il suo fu un regno breve salì al trono nel 1098 e nel 1102 gli successe Veera Ballala I.